# Jairo Jauregui
Jairo Iván Jauregui Jaimes (Durania, Norte de Santander, Colombia, 30 de abril de 1994) es un futbolista colombiano. Juega como mediocampista, su equipo actual es el Criollos de Caguas FC de la Liga Nacional de Fútbol de Puerto Rico.

## Trayectoria

### Criollos Caguas F.C.
Para julio de 2015 era pretendido por tres clubes importantes de Costa Rica sin llegar a estar en el ligado nacional de Colombia.
Días después sería confirmado como nuevo jugador de Criollos de Caguas FC de la Liga Nacional de Fútbol de Puerto Rico con quien tendría la oportunidad de debutar como profesional. Al final del año quedaría campeón de la Liga Nacional siendo su primer título en su carrera. A mitad del 2016 se corona campeón de una de las copas regionales titulada Copa Mickey Jiménez.

### Deportivo Sanarate F.C.
En mitad del 2016 es transferido al Deportivo Sanarate F.C. de la Primera División de Guatemala. Llegarían a la final donde perderían en el global 2-1 frente a Deportivo Siquinalá quedando subcampeones.

### Criollos Caguas F.C.
Para principios del 2017 volvería a Criollos de Caguas FC de la Liga Nacional de Fútbol de Puerto Rico. El 17 de mayo se coronaria campeón de la Liga Central de Puerto Rico en la victoria 2 a 0 frente a Don Bosco FC en la que haría asistencia para el primer gol, con esto llegaría a cuatro finales en la misma cantidad de torneos.

## Clubes
| Club                    | País        | Temporadas    |
| ----------------------- | ----------- | ------------- |
| Criollos de Caguas FC   | Puerto Rico | 2015-2016     |
| Deportivo Sanarate F.C. | Guatemala   | 2016          |
| Criollos de Caguas FC   | Puerto Rico | 2017-presente |

## Estadísticas
| Club                           | Div.                | Temporada           | Liga  | Liga  | Liga  | Copa Nacional | Copa Nacional | Copa Nacional | Copa Internacional | Copa Internacional | Copa Internacional | Total | Total | Total | Prom. · |
| Club                           | Div.                | Temporada           | Part. | Goles | Asis. | Part.         | Goles         | Asis.         | Part.              | Goles              | Asis.              | Part. | Goles | Asis. | Prom. · |
| ------------------------------ | ------------------- | ------------------- | ----- | ----- | ----- | ------------- | ------------- | ------------- | ------------------ | ------------------ | ------------------ | ----- | ----- | ----- | ------- |
| Criollos de Caguas Puerto Rico | 1ª                  | 2015                | 16    | 4     | 7     | 0             | 0             | 0             | -                  | -                  | -                  | 16    | 4     | 7     | 0,25    |
| Criollos de Caguas Puerto Rico | 1ª                  | 2016                | 0     | 0     | 0     | 12            | 4             | 4             | -                  | -                  | -                  | 12    | 4     | 4     | 0,33    |
| Criollos de Caguas Puerto Rico | Total               | Total               | 16    | 4     | 7     | 12            | 4             | 4             | 0                  | 0                  | 0                  | 28    | 8     | 11    | 0,28    |
| Deportivo Sanarate · Guatemala | 2ª                  | 2016                | 16    | 4     | 9     | 0             | 0             | 0             | -                  | -                  | -                  | 16    | 4     | 9     | 0,25    |
| Deportivo Sanarate · Guatemala | Total               | Total               | 16    | 4     | 9     | 0             | 0             | 0             | 0                  | 0                  | 0                  | 16    | 4     | 9     | 0,25    |
| Criollos de Caguas Puerto Rico | 1ª                  | 2017                | 18    | 6     | 8     | 0             | 0             | 0             | -                  | -                  | -                  | 18    | 6     | 8     | 0,33    |
| Criollos de Caguas Puerto Rico | Total               | Total               | 18    | 6     | 8     | 0             | 0             | 0             | 0                  | 0                  | 0                  | 18    | 6     | 8     | 0,33    |
| Total en su carrera            | Total en su carrera | Total en su carrera | 50    | 14    | 24    | 12            | 4             | 4             | 0                  | 0                  | 0                  | 62    | 18    | 26    | 0,29    |

## Palmarés

### Campeonatos nacionales
| Título              | Club                  | País        | Año  |
| ------------------- | --------------------- | ----------- | ---- |
| Liga Nacional       | Criollos de Caguas FC | Puerto Rico | 2015 |
| Copa Mickey Jimenez | Criollos de Caguas FC | Puerto Rico | 2016 |
| Liga Central        | Criollos de Caguas FC | Puerto Rico | 2017 |